# Daniel David Gasparri Rey
Daniel David Gasparri Rey ist ein venezolanischer Diplomat.

## Werdegang
Gasparri hat einen Bachelor in Betriebswirtschaft von der venezolanischen Universität Santa María (Summa Cum Laude), einen Bachelor in Human Resources an der Nationalen Experimentellen Universität Simón Rodríguez, einen Master of Business Administration der chilenischen Technischen Universität Federico Santa María und einen Master in Business Management der spanischen Universität Lleida.
Von 2001 bis 2004 war Gasparri Sekretär der Sonderkommission für die Prüfung von Vorschlägen zur Amerikanischen Freihandelszone, G3, CAN, Mercosur, NAFTA und anderer internationaler Abkommen für das venezolanische Parlament. Von 2004 bis 2006 war Gasparri Handelsattaché an der Botschaft Venezuelas in Chile und im selben Zeitraum Mitglied der Verhandlungskommission des Präsidenten für die Zulassung Venezuelas zum Mercosur. Danach war Gasparri bis 2016 Präsident der staatlichen Recyclinggesellschaft REMAPCA und ab 2014 an der venezolanischen Botschaft im australischen Canberra Chefberater.
Am 18. Juli 2016 wurde Gasparri zum Chargé d’Affaires ad interim der Botschaft ernannt. Damit war er, außer für Australien, noch für folgende Länder als diplomatischer Vertreter zuständig: Neuseeland, Nauru, Salomonen, Papua-Neuguinea, Fidschi, Tonga, Osttimor und Vanuatu.